# Дюфур, Франсуа Бертран
Франсуа Бертран Дюфур (фр. François Bertrand Dufour; 1765–1832) — французский военный деятель, бригадный генерал (1805 год), барон (1811 год), участник революционных и наполеоновских войн.

## Биография
Родился в семье почтмейстера Пьера Дюфура (фр. Pierre Dufour) и его супруги Катрины Дельпеш (фр. Catherine Jeanne Delpech).
В 1792 году поступил лейтенантом на военную службу во 2-й батальон волонтёров департамента Ло, влитый в 1793 году посредством «амальгамы» в состав 108-й полубригады линейной пехоты. В марте 1794 года произведён в командиры батальона. Сражался в рядах Мозельской армии, отличился в сражении при Кайзерслаутерне с 28 по 30 ноября 1793 года, где проявил большую доблесть, выдержав атаку прусской кавалерии, численностью до 2000 сабель. Дюфуру пришлось покинуть плато Морлантерн, но он прервал отступление, чтобы спасти артиллерийское орудие, упавшее на дно дамбы. Бертран энергично развернул свой батальон против пруссаков и не возобновил марш, пока орудие не оказалось в безопасности. Предложение генерала Амбера о производстве в звание бригадного генерала Дюфур отклонил, не желая расставаться со своими товарищами по оружию. Он снова показал себя при Вассербиллиге, на Мозеле, где он захватил орудие и большое количество австрийских солдат из Бендерского полка. Он принимал участие во всех сражениях, ознаменовавших поход правого крыла Мозельской армии на Майнц. 19 июня 1795 года получил звание полковника, и был назначен командиром 108-й полубригады в составе Рейнско-Мозельской армии. Попал в плен при Мангейме, но вскоре получил свободу. 30 октября 1797 года возвратился к активной службе. 31 декабря 1797 года стал членом ревизионной комиссии 1-го и 16-го военных округов. 9 августа 1800 года возглавил 21-ю полубригаду линейной пехоты. 24 ноября 1800 года генерал Ожеро, свидетель его доблестного поведения, доверил ему командование авангардом Батавской армии. В тот же день отличился в сражении при Ашаффенбурге, где  захватил мост, вынудив противника покинуть этот город. Затем захватил Вюрцбург, Бамберг и Форххайм. В 1801 году служил в гарнизоне Нанта. В 1803 году прибыл в Флиссинген, где погрузился со своими войсками на борт голландской флотилии под командованием адмирала Вер Хюэля и высадился в порту Остенде, несмотря на присутствие англичан.
29 ноября 1803 года его полк определён в 3-ю пехотную дивизию генерала Дюрютта в лагере Брюгге Армии Берегов Океана. В составе 3-го армейского корпуса Даву Великой Армии участвовал в Австрийской кампании 1805 года. 24 ноября 1805 года был назначен комендантом Пресбурга. 24 декабря 1805 года произведён Наполеоном в бригадные генералы.
2 августа 1806 года возглавил бригаду в составе 3-й пехотной дивизии Леграна 4-го корпуса. 24 сентября 1806 года стал заместителем генерала Мерля, командующего в Браунау, и оказывал ему помощь в работе по укреплению крепости. 1 февраля 1807 года определён в Главную квартиру Великой Армии. 27 мая 1807 года был назначен командиром 2-й бригады 1-й пехотной дивизии генерала Мишо 10-го армейского корпуса маршала Лефевра, участвовал в осаде Данцига, затем Грауденца. 1 августа 1807 года переведён в наблюдательный корпус маршала Брюна и принял участие в осаде Штральзунда.
3 декабря 1807 года стал командиром 2-й бригады 2-й пехотной дивизии 2-го наблюдательного корпуса Жиронды. Присоединился к французским войскам в Бургосе и служил в дивизии генерала Гобера. Участвовал в Испанской кампании. 19 июля 1808 года после смертельного ранения генерала Гобера возглавил всю 2-ю дивизию и 23 июля попал в плен при капитуляции генерала Дюпона в Байлене. В качестве военнопленного содержался в Кадисе, на Менорке и в Англии вплоть до первой Реставрации. 1 июня 1814 года возвратился во Францию и оставался без служебного назначения.
Во время «Ста дней» присоединился к Императору и 29 апреля 1815 года назначен командиром 1-й бригады 11-й пехотной дивизии генерала Бертезена 3-го корпуса генерала Вандама Северной армии. Участвовал в Бельгийской кампании, сражался 16 июня при Флёрюсе и 18-19 июня способствовал взятию Вавра, затем умело прикрывал отступление 3-го корпуса к Парижу. После этого ушёл с армией по левому берегу Луары в департамент Ло, поддерживая строгую дисциплину в войсках.
После второй Реставрации определён 22 июля 1818 года в резерв. 1 января 1825 года вышел в отставку. В 1830 году избран членом Палаты депутатов от департамента Ло, но после Июльской революции удалился от политической жизни и занимал пост мэра родного Суйака.
Умер 13 октября 1832 года в замке Лабори в Ланзаке в возрасте 67 лет.

## Воинские звания
- Лейтенант (1792 год);
- Капитан (1793 год);
- Командир батальона (март 1794 года);
- Полковник (19 июня 1795 года);
- Бригадный генерал (24 декабря 1805 года).

## Титулы
- Барон Дюфур и Империи (фр. baron Dufour et de l'Empire; декрет от 19 марта 1808 года, патент подтверждён 26 апреля 1811 года в Сен-Клу)[2][3].

## Награды
Легионер ордена Почётного легиона (11 декабря 1803 года)
 Офицер ордена Почётного легиона (14 июня 1804 года)
 Коммандан ордена Почётного легиона (27 декабря 1811 года)
 Кавалер военного ордена Святого Людовика (17 января 1815 года)